# Yohan Lidon
Yohan Lidon (ur. 7 marca 1983 w Saint-Priest) – francuski kickbokser oraz zawodnik muay thai wagi średniej i super średniej, wielokrotny zawodowy mistrz świata w kick-boxingu m.in. organizacji It’s Showtime, ISKA, WKN, WAKO Pro oraz boksie tajskim m.in. WBC Muay Thai i WMC.

## Kariera sportowa
W wieku 15 lat zaczął trenować kick-boxing w klubie Corbas pod okiem Nassera Kacema, a mając 17 lat zadebiutował w tejże formule walki. W ciągu trzech kolejnych lat został dwukrotnie mistrzem Francji. Przez następne lata kariery rywalizował głównie w rodzinnej Francji nie osiągając jednak większych sukcesów. W tym czasie notował porażki m.in. z Dzmitryjem Szakutą, Grégorym Choplinem (2005) czy Faridem Villaume (2006). Jedynym znaczącym osiągnięciem było pokonanie w maju 2007 wielokrotnego mistrza świata Włocha Roberto Cocco na punkty.
8 września 2007 przegrał z Tajem Lamsongkramem Chuwattana jednogłośnie na punkty w starciu o mistrzostwo świata WBC Muay Thai wagi średniej. Do końca roku przegrywał dwukrotnie z Brytyjczykiem Stevenem Wakelingem podczas niemieckich turniejów Steko´s Fight Night.
W latach 2008–2010 zwyciężał dwukrotnie w kolejnych edycjach turnieju Steko´s Fight Night, ponadto w grudniu 2008 doszedł do półfinału w silnie obsadzonym turnieju w Malabo, w Gwinei Równikowej gdzie uległ przed czasem Tajowi Yodsanklaiowi Fairtex. 29 września 2009 wygrał turniej F-1 World MAX podczas którego pokonał Karim Ghajji i Jonathana Camarę, natomiast dwa miesiące później 28 listopada zrewanżował się Lamsongkramowi, nokautując go i odbierając mu tytuł WBC Muay Thai wagi średniej. W 2010 przegrywał rewanże z Szakutą i Ghajjim.
14 maja 2011 został inauguracyjnym mistrzem It’s Showtime w wadze 73 kg po pokonaniu Ormianina Marata Grigoriana na punkty. Do końca roku wygrywał m.in. z Japończykiem Akihiro Gōno i w obronie pasa WBC Muay Thai z Grégorym Choplinem. 28 stycznia 2012 przegrał na punkty z Marokańczykiem L'houcine Ouzgnim, tracąc tym samym mistrzostwo It’s Showtime.
W latach 2012–2015 dwukrotnie walczył o mistrzostwo świata World Muaythai Council (WMC) z Benem Hodge’em i Alexem Tobiassonem Harrisem, jednak w obu przypadkach schodził pokonany z ringu. Poza tym mierzył się m.in. ponownie z Ghajjim, Yodsanklaiem oraz Johnem Wayne’em Parrem, Cosmo Alexandre, Samym Saną czy Cédriciem Doumbé, wygrywając z trzema ostatnimi. 24 października 2015 zdobył pas mistrza świata ISKA w wadze superśredniej po pokonaniu Belga Alki Matewa.
W 2016 trzykrotnie zdobywał mistrzostwo świata w wadze superśredniej, najpierw 6 marca pokonując o pas federacji WMC Taja Panoma TopKing Boxing, następnie 19 maja Karapeta Karapetjana o tytuł World Kickboxing Network (WKN), kończąc na Datsim Datsiewie w starciu o mistrzostwo WAKO PRO. W tym samym roku udanie obronił pas WKN (4 sierpnia) oraz stoczył przegrany bój o kolejne mistrzostwo WMC, tym razem w wadze półciężkiej z Azerem Alimem Nabijewem.
Rok 2017 zaczął od obrony tytułu WKN w pojedynku z Węgrem Patrikiem Vidakovicsem (4 kwietnia), natomiast 10 czerwca zadebiutował w GLORY przegrywając ze Szwajcarem Yoannem Kongolo jednogłośnie na punkty. Niespełna dwa miesiące później 4 sierpnia po raz trzeci obronił tytuł WKN w wadze super średniej nokautując w czwartej rundzie Niemca Floriana Krogera. 28 października 2017 podczas GLORY 47 przegrał w rewanżu z Cédriciem Doumbé jednogłośnie na punkty.
9 marca 2018 na gali DSF Kickboxing Challenge w Nowym Dworze Mazowieckim znokautował Niemca Siergieja Brauna w drugiej rundzie, natomiast w swojej drugiej walce dla DSF 13 kwietnia 2018 przegrał z Polakiem Kamilem Rutą na punkty.
5 maja 2018 zdobył pas mistrza świata WPMF nokautując obrońcę tytułu Taja Avatarna Tor Mosiriego w trzeciej rundzie. 4 sierpnia 2018 w Saint-Tropez po raz czwarty obronił mistrzostwo WKN w rewanżowym starciu z Yoannem Kongolo, którego pokonał jednogłośną decyzją sędziów. 27 października 2018 pokonał przez KO Słowaka Vladimíra Moravčíka, zdobywając ponownie wakujące mistrzostwo świata WMC w wadze super średniej.
30 marca 2019 w Mysłowicach zmierzył się z mistrzem DSF KC Kamilem Jenelem o pas wagi do 81 kg, z którym ostatecznie przegrał jednogłośnie na punkty.

## Osiągnięcia
- 2003: mistrz Francji w muay thai w wadze -75 kg (B-klasa)
- 2005: mistrz Francji w muay thai w wadze -75 kg (A-klasa)
- 2006: A1 World Combat Cup Final - finalista turnieju
- 2007: Steko´s Fight Night: Kings of Kickboxing – finalista turnieju w wadze -75 kg
- 2008: Steko´s Fight Night: S8 WM Fight 4 Men Tournament – 1. miejsce w turnieju wagi -70 kg
- 2008: Steko´s Fight Night – 1. miejsce w turnieju wagi -76 kg
- 2009: F-1 World MAX – 1. miejsce
- 2009–2011: mistrz świata WBC Muay Thai w wadze średniej
- 2010: F-1 World MAX – finalista turnieju
- 2011–2012: mistrz świata It’s Showtime w wadze do 73 kg
- 2013: mistrz świata WFKB w wadze średniej
- 2014: A1 Grand Prix Tournament – 1. miejsce w turnieju wagi -75 kg
- 2015: mistrz świata IMTU w wadze do 76 kg
- 2015: mistrz świata ISKA w wadze super średniej w formule K-1
- 2016: mistrz świata WMC w wadze super średniej
- 2016–2018: mistrz świata WKN w wadze super średniej w formule orientalnej
- 2016: mistrz świata WAKO PRO w wadze super średniej w formule K-1
- 2017: mistrz Capital Fights w wadze do 78 kg[23]
- 2018: mistrz świata WPMF w wadze super średniej
- 2018: mistrz świata WMC w wadze super średniej